# پائولینیو (بازیکن فوتبال، زاده ژانویه ۱۹۸۳)
پائولینیو پیراسیکابا (به پرتغالی: Paulo Robspierry Carreiro) مهاجم اهل برزیل است که در شهر پیراسیکابا، سائوپائولو و در تاریخ ۱۶ ژانویهٔ ۱۹۸۳ به دنیا آمده‌است.
پائولینیو پیراسیکابا در تیم‌های فوتبال Olímpia سابقهٔ حضور دارد.